# تعايش تعاوني
التعايش التعاوني (protocooperation) هو نوع من المعايشة بين نوعين من الكائنات الحية حيث يستفيد كل واحد منهما من الآخر مع قدرة كل منهما على الاستغناء عن هذا التعاون.